# Siete semillas
Siete semillas es una película de comedia dramática peruana de 2016 dirigida por Daniel Rodríguez Risco y escrita por Daniel & Gonzalo Rodríguez Risco. Está basada en el libro El secreto de las 7 semillas de David Fischman. Esta protagonizada por Carlos Alcántara. Se estrenó el 20 de octubre de 2016 en cines peruanos.

## Sinopsis
Ignacio Rodríguez, reconocido hombre de negocios, es internado en el hospital por una crisis empresarial y personal. Ahí se reencuentra con Lucho, su hermano, quien le recomienda visitar a un guía espiritual. A pesar de su incredulidad, Ignacio decide ir a verlo y empieza así un recorrido de aprendizajes que lo llevan a encontrar la paz interior que necesitaba, y a revalorar y recuperar lo más valioso que tiene: su familia.

## Reparto
Los actores que participaron en esta película son:
- Carlos Alcántara como Ignacio Rodríguez
- Marco Zunino como Lucho
- Javier Cámara como Maestro
- Federico Luppi como Manuel
- Gianella Neyra como Miriam
- Ramón García como Castillo
- Jely Reategui como Carmen
- Katerina D'Onofrio como Cecilia
- Bernie Paz como Sergio
- Brando Gallesi como David

## Producción
La fotografía principal inicio el 11 de abril de 2016

## Recepción
Siete semillas fue vista por 28.445 espectadores en su día de estreno en cines. Al culmine de su primer fin de semana fue vista por 253.463 espectadores. Superó los 530 000 espectadores en su tercer fin de semana. A fin de año, la película atrajo a 611,256 espectadores, convirtiéndose en la quinta película peruana más taquillera de 2016.